# 萘磺酸盐
萘磺酸盐是含有萘的磺酸衍生物。一个有关的化合物类别是胺基萘磺酸。烷基萘磺酸盐在商业上较为重要，它们用作混凝土中的超级塑化剂。它们通过萘磺酸盐或烷基萘磺酸盐与甲醛缩合大量制造。
例子包括：
- 苋菜红
- 阿姆斯特朗酸
- 刚果红
- 苏拉明
- 台盼蓝